# Hermann Sasse
Hermann Otto Erich Sasse, född den 17 juli 1895 i Sonnenwald, död den 9 augusti 1976 i Adelaide, Australien, var en tyskfödd luthersk teolog och författare. 
Sasse började sin bana under inflytande av sina lärares, bland andra Adolf von Harnacks, liberalteologi. Efter ett år som utbytesstudent vid Hartford Theological Seminary i Förenta Staterna (1925-26) återvände Sasse till hemlandet för att bli universitetslärare vid universitetet i Erlangen. 
Under tiden där blev han aktiv deltagare i den ekumeniska rörelsen. Under det tidiga 1930-talet framträdde han som en uttalad kritiker av det nationalsocialistiska partiet och rikskanslern Adolf Hitler. Han undertecknade inte Barmendeklarationen 1934 men författade, tillsammans med bland andra Dietrich Bonhoeffer, det första utkastet till den mindre kända Bethelbekännelsen 1933.
År 1949 utvandrade  Sasse till Australien, där han arbetade för United Evangelical Lutheran Church of Australia (som senare gick upp i Lutheran Church of Australia) till sin död.